# Oleandraceae
Las oleandráceas (nombre científico Oleandraceae), con su único género Oleandra, son una familia de helechos del orden Polypodiales, que en la moderna clasificación de Christenhusz et al. 2011 se clasifica igual que en su predecesor sistema de Smith et al. (2006).

## Taxonomía
La clasificación más actualizada es la de Christenhusz et al. 2011 (basada en Smith et al. 2006, 2008); que también provee una secuencia lineal de las licofitas y monilofitas.
- Familia 46. Oleandraceae Ching ex Pic.Serm., Webbia 20: 745 (1965).

1 género ( Oleandra ). Referencias: Tryon (1998, 2000)

### ClasificaciónsensuSmithet al.2006
Ubicación taxonómica:
Plantae (clado), Viridiplantae, Streptophyta, Streptophytina, Embryophyta, Tracheophyta, Euphyllophyta, Monilophyta, Clase Polypodiopsida, Orden Polypodiales, Familia Oleandraceae, género Oleandra.
Cerca de 12 especies.

## Filogenia
Hermano de (Davalliaceae + Polypodiaceae) (Hasebe et al. 1995, Schneider et al. 2004, Tsutsumi y Kato 2006). Kramer (en Kubitzki 1990) incluyó dos géneros en esta familia además de Oleandra: Arthropteris (cerca de 12 especies) y Psammiosorus (1 especie), pero circunscripta de esta forma, la familia es claramente polifilética.

## Ecología
Terrestres, epífitas o muchas veces hemiepífitas secundarias. 

## Caracteres
Con las características de Pteridophyta.
Láminas simples, hojas articuladas, a la senescencia con una abscisión bien definida del filopodio pronunciado.
Soros con indusio, indusio redondo-reniforme.
Esporas reniformes, monolete.
Número de cromosomas: x = 41.